# Euzonus ezoensis
Euzonus ezoensis är en ringmaskart som först beskrevs av Toru Okuda 1936.  Euzonus ezoensis ingår i släktet Euzonus och familjen Opheliidae. Inga underarter finns listade i Catalogue of Life.